# Chialingosaurus
Chialingosaurus war eine Dinosauriergattung aus der Gruppe der Stegosauria.

## Merkmale
Chialingosaurus war ein eher kleiner Stegosaurier, der eine Länge von rund vier Metern erreichte. Er wies wie alle Stegosaurier eine Doppelreihe von knöchernen Strukturen (Osteodermen) entlang des Rückens und des Schwanzes auf. Es waren kleine Knochenplatten, deren genaue Form und Ausdehnung allerdings nicht bekannt ist.
Der Schädel war hoch und schmal und durch die verglichen mit anderen Stegosauriern geringe Anzahl von Zähnen charakterisiert. Diese waren wie bei allen Stegosauriern klein und dreieckig und an Pflanzennahrung angepasst. Wie bei den meisten Stegosauriern waren die Hinterbeine deutlich länger als die Vorderbeine, charakteristisch für diese Gattung sind allerdings die vergleichsweise schlanken Gliedmaßen.

## Entdeckung und Benennung
Fossilien von Chialingosaurus wurden in den 1950er-Jahren in der Shaximiao-Formation in der chinesischen Provinz Sichuan entdeckt und vom berühmten chinesischen Paläontologen C. C. Young (eigentlich Yang Zhongjian) wissenschaftlich beschrieben. Die einzige Art und damit Typusart ist C. kuani. Der Name dieses Dinosauriers leitet sich ab vom Fluss Chialing (Jialing), einem Nebenfluss des Jangtse. Die Funde werden in den Oberjura (Oxfordium) und damit auf ein Alter von etwa 163 bis 157 Millionen Jahre datiert.
Es war der erste Vertreter der Stegosauria, der in China gefunden wurde – mittlerweile sind aus diesem Land eine Reihe von Gattungen, auch aus der gleichen Formation, bekannt.